# Сога-но Ирука
Сога-но Ирука (яп. 蘇我 入鹿, ? — 10 июля 645) — японский государственный деятель 1-й половины VII века периода Асука, времён правления Императора Дзёмэя и Императрицы Когёку.

## Биография
Сога-но Ирука был представителем аристократического рода Сога. Его отец Сога-но Эмиси был фактическим диктатором Японии.
В ноябре 643 года, в обход воли Императора Японии, Ирука получил из рук отца высший чиновничий ранг и титул великого министра О-оми. Это событие вызвало молчаливое возмущение придворных аристократов и самого Императора.
В декабре следующего 644 года Ирука уничтожил вместе с семьёй принца Ямасиро-но Оэ, влиятельного претендента на престол и сына покойного принца Сётоку, а через год вместе с отцом построил около города Асука на холме Умакаси дворец, который назывался так же, как и Императорский дворец — микадо. Согласно «Анналам Японии», это была хорошо укреплённая резиденция рода Сога с постоянным гарнизоном из 50 воинов.
Деятельность Ируки вызвала слухи, что Сога планируют свергнуть правящую династию и узурпировать трон. Возникла мощная антисоговская оппозиция во главе с принцем Нака-но Оэ, которая планировала ликвидировать диктатуру. 10 июля 645 года во время пира в Императорском дворце для корейских послов, принц вместе с помощником Саэки-но Комаро зарезали Ируку. Узнав о смерти сына, отец Эмиси покончил с собой. Главная линия Сога прервалась, а Япония вступила в эпоху реформ Тайка.